# Honey Gold
Honey Gold (* 9. Juli 1993 in San Francisco, Kalifornien als Cyrah Alexa Harris) ist eine US-amerikanische Pornodarstellerin.

## Leben
Honey stammt aus San Francisco und ist gemischter Abstammung von Cherokee, China, Irland, Mongolei und Afroamerikanern. Honey stammt aus einer sehr religiösen Familie und wurde viele Jahre lang zu Hause unterrichtet. Honey verließ ihr Zuhause kurz bevor sie 19 wurde und in dieser Zeit verlor sie auch ihre Jungfräulichkeit. Nach ihrer Abreise hatte Honey einige gewöhnliche Jobs ausgeübt, bevor sie als Pornodarstellerin aktiv werden wollte. Nach der Arbeit im Grafikdesign über die Ausbildung zur Zeichnerin bis hin zu verschiedenen Kodierungs-, medizinischen Abrechnungs-, Apotheken-, Architektur- und Fast-Food-Jobs begann Honey nun als freiberufliches Model zu arbeiten und konzentrierte sich auf erotische Fotografie. Durch ihre Modelarbeit und die Verbindungen ihres Freundes lernte Honey mehrere Profis der Erwachsenenfilmindustrie kennen, durch die sie Anfang 2017 ihre ersten Sexszenen für den Erwachsenenfilm Burning Angel zu drehen anfing.
Im November 2018 wurde Gold aufgrund eines Suizidversuchs in eine psychologische Einrichtung in Las Vegas aufgenommen.

## Auszeichnungen
- 2018: XBIZ Award – Winner Best New Starlet
- 2018: Urban X Award – Winner: Rising Star: Female
- 2019:  Urban X Award – Winner: Hottest Inked Star
- 2019: AVN Award – Winner: Best Three-Way Sex Scene – B/B/G (in „Slut Puppies“ 12)
- 2018: Inked Award – Winner: Scene of the Year (in „Leather and Latex“)
- 2018: Xcritic Award – Winner: Best Girl/Girl Sex Scene, in („Unleashed“)
- 2018: Xcritic Award – Winner: Best New Starlet
- 2020: PornHub Awards – Favorite Inked Model[3]

## Filmografie (Auswahl)
- 2017: An Inconvenient Mistress
- 2017–2019: Swimsuit Calendar Girls
- 2018: Slut Puppies 12
- Young Fantasies 5
- Swallowed.com 8, 9, 32
- Divine
- Freaky Petite 5
- Greedy Bitches
- Scam Angels 6
- It’s A Sister Thing! 3
- T.I.T.S. Bouncing Above The Law
- Brown Bunnies 29, 26
- Young Black Starlets
- Taste Of Honey
- Asian Strip Mall Massage 5
- Sacrosanct
- Broke College Girls
- Women Seeking Women 143
- Unleashed